# Lexemuel Ray Hesler
Lexemuel Ray Hesler (20 de febrero de 1888 - 20 de noviembre de 1977) fue un micólogo estadounidense. Fue hijo de Clinton F. Hesler y Laura Iris, y obtuvo su licenciatura en el Wabash College en 1911 y su doctorado en micología en la Universidad de Cornell en 1914.
Clasificó y nombró varias especies de hongos durante su estancia en la Universidad de Tennessee.

## Publicaciones destacadas
- Hesler LR. (1929) "A preliminary report on polypores of eastern Tennessee", Journal of the Tennessee Academy of Science 4: 3-10
- Hesler LR. (1936) "Notes on southern Appalachian fungi", Journal of the Tennessee Academy of Science 6: 107-122
- Hesler LR. (1937) "Notes on southern Appalachian fungi: II.", Journal of the Tennessee Academy of Science 12: 239-254
- Hesler LR. (1937) "A preliminary list of the fungi of the Great Smoky Mountains", Castanea 2: 45-58
- Hesler LR. (1957) "Notes on southeastern Agaricales: I.", Journal of the Tennessee Academy of Science 32: 298-307
- Hesler LR. (1960) "A study of Russula types: I", Memoirs of the Torrey Botanical Club 21: 1-59
- Hesler LR. (1961) "A study of Julius Schaeffer's Russulas", Lloydia 24: 182-198
- Hesler LR. (1961) "A Study of Russula types: II", Mycologia 53: 605-625
- Hesler LR, Smith AH. (1963): North American Species of Hygrophorus
- Hesler LR, Smith AH. (1965) North American species of Crepidotus
- Hesler LR. (1967) Entoloma in Southeastern North America
- Smith AH, Hesler LR. (1968) The North American species of Pholiota
- Hesler LR. (1969) North American species of Gymnopilus
- Hesler LR, Smith AH. (1979) North American Species of Lactarius

## Especies nombradas
- Gloeocantharellus purpurascens, (Hesler) Singer (1945)
- Gymnopilus luteus, (Peck) Hesler
- Gymnopilus terrestris, Hesler
- Gymnopilus ventricosus, (Earle) Hesler
- Hygrophorus bakerensis, A.H. Smith & Hesler
- Hygrophorus flavescens, (Kauffman) A.H. Smith & Hesler
- Hygrophorus marginatus, var. olivasceus A.H. Smith & Hesler
- Hygrophorus subaustralis, A.H. Smith & Hesler, ahora Albomagister subaustralis, (A.H. Smith & Hesler) Sánchez-García, Birkebak & Matheny
- Hygrophorus subsalmonius, A.H. Smith & Hesler
- Lactarius argillaceifolius, A.H. Smith & Hesler
- Lactarius cinereus, A.H. Smith& Hesler
- Lactarius quietus, Hesler & A.H. Smith
- Pholiota highlandensis, (Peck) Hesler & A.H. Smith
- Pholiota veris, (A.H. Smith & Singer) Hesler & A.H. Smith